# 望月たけし
望月 たけし（もちづき たけし、1939年1月5日-）は俳人。山梨県甲府市生まれ。本名は望月 毅。新俳句人連盟副会長。現代俳句協会会員。元「道標」同人会長。第5回新俳句人連盟賞、報徳文化賞、道標賞受賞。

## 略歴
山梨県・甲府市に生まれる。中学卒業後、神奈川県足柄下郡真鶴町の採石場で見習い工として働く中で偶然、中山平次郎の実弟でロシア文学者の秋葉俊彦が駅のホームで転倒している所を助けたことで知遇を得、6年間師事し学問を学ぶ。秋葉からは俳句の実作も学び、やがて自身も句作を始め、後の大和出版創業者、大和岩雄らが編集していた当時の人気雑誌『人生手帳』に投句、その際に同誌選者で加藤楸邨門下、赤城さかえの目に止まり、以後11年に渡り師事。さかえの推薦で新俳句人連盟に入会。また、さかえの死後は俳誌『道標』の主宰で同じく楸邨門下の古沢太穂に30年の長きに渡り師事した。
俳壇仲間を介して出会った寺山修司の勧めで、石切り場におけるリアリズム俳句を作り始め、句集『石切り夫のうた』を上梓。しかし当時の採石場での劣悪な労働環境に肺を病み、29歳で珪肺病を発症。埼玉県越谷市に移住する。
1977年、「二月の星座」で第5回新俳句人連盟賞を受賞。
越谷に移住して以降は新俳句人連盟の役員および、同連盟が発行する俳句雑誌『俳句人』編集者としても従事、師であるさかえの全集『赤城さかえ全集』編集責任者などを経て、連盟副会長に就任。
2008年、俳句人叢書『望月たけし 氷平線』が刊行された。

## 句集・著作
- 『石切り夫のうた』（小田原緑の会・1963年）
- 『愛とハンマーの歌 人生記録』（文理書院・1965年）
- 『青騒 望月たけし句集』（青磁社・1983年10月）
- 『生涯ただひとたびの日に』（青磁社・1983年10月）
- 『赤城さかえ全集』（共編・青磁社・1986年）
- 『望月たけし 氷平線』（俳句人叢書26・新俳句人連盟・2008年10月）